# نوبوتاكا هيرانو
نوبوتاكا هيرانو (5 ديسمبر 1972 - ) (بالكانا:ひらの のぶたか) هو لاعب كرة طائرة ياباني.